# Botanophila inornata
Botanophila inornata är en tvåvingeart som först beskrevs av Stein 1898.  Botanophila inornata ingår i släktet Botanophila och familjen blomsterflugor. Inga underarter finns listade i Catalogue of Life.